# 環境学研究科
環境学研究科（かんきょうがくけんきゅうか）は、環境学の高度な研究・教育を目指した大学院組織である。

## 設置する大学院
- 名古屋大学 大学院
- 岡山大学 大学院
- 広島工業大学 大学院
- 武蔵野大学 大学院

## 類似する名称の研究科を設置する大学院
環境科学研究科
- 東北大学 大学院
- 滋賀県立大学 大学院

環境人間学研究科
- 兵庫県立大学

人間・環境学研究科
- 京都大学

人間環境学研究科
- 東海大学 大学院

人間社会環境研究科
- 金沢大学 大学院

人間発達環境学研究科
- 神戸大学 大学院

情報環境学研究科
- 横浜国立大学 大学院
- 東京電機大学 大学院

社会環境学研究科
- 福岡工業大学 大学院

生命環境学研究科
- 大阪府立大学 大学院

生命環境科学研究科
- 筑波大学 大学院
- 京都府立大学 大学院

生活環境学研究科
- 武庫川女子大学 大学院
- 文化女子大学 大学院

地球環境学研究科
- 上智大学 大学院
- 立正大学 大学院

## 類似する名称の研究院を設置する大学院
地球環境科学研究院
- 北海道大学 大学院

人間環境学研究院
- 九州大学 大学院

## 類似する名称の学府を設置する大学院
人間環境学府
- 九州大学 大学院

## 類似する名称の学院を設置する大学院
環境科学院
- 北海道大学 大学院

## 類似する名称の専攻を設置する大学院・研究科
地球環境科学専攻
- 京都大学 大学院 農学研究科

## 類似する名称の専攻を設置する大学院・学府
環境科学専攻
- 静岡県立大学 大学院 薬食生命科学総合学府

地球環境科学専攻
- 千葉大学 大学院 融合理工学府